# Maurycy Kabat

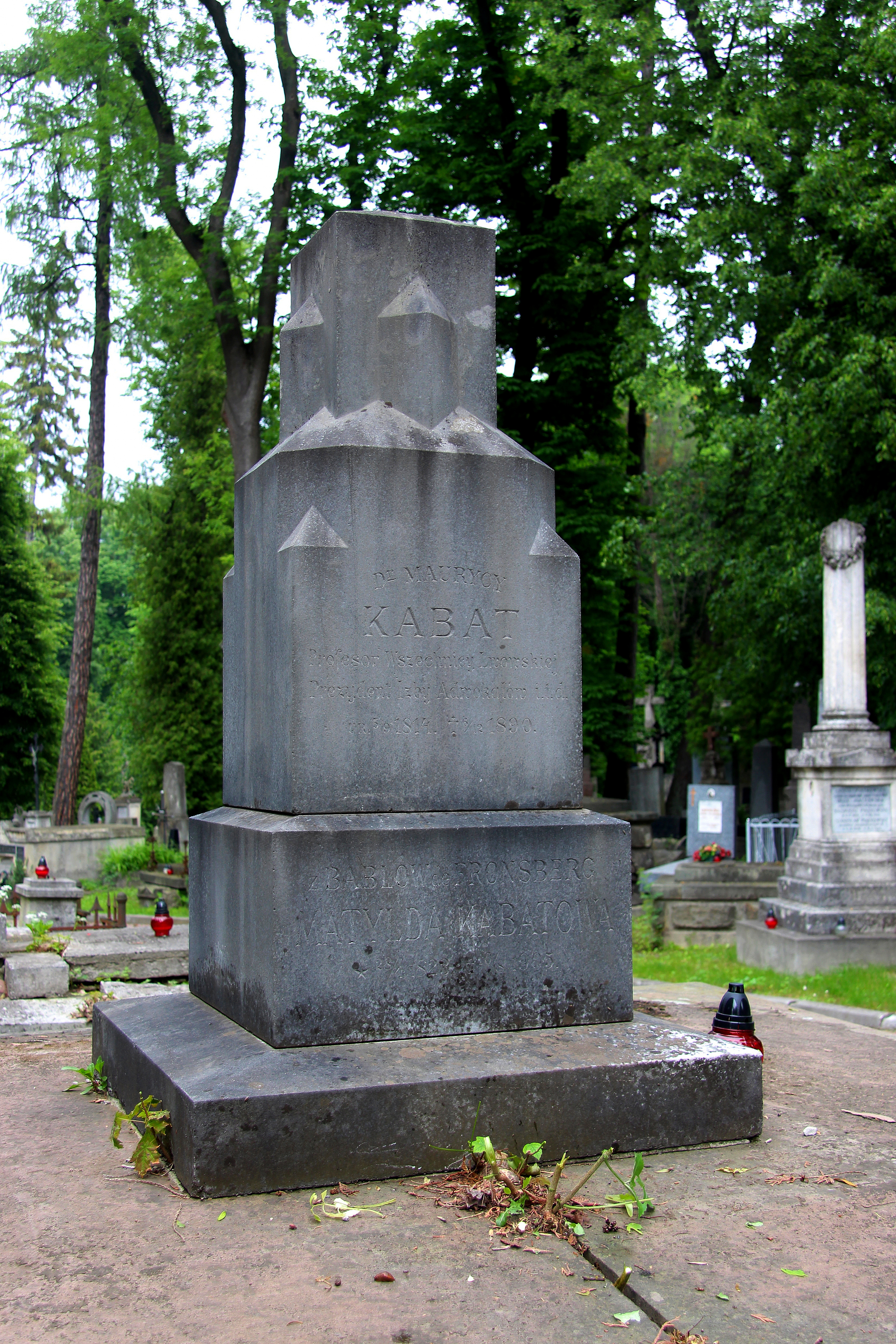
Grób Maurycego Kabata na Cmentarzu Łyczakowskim we Lwowie

Maurycy Kabat (ur. 5 września 1814 w Samborze, zm. 9 grudnia 1890 we Lwowie) – polski prawnik, profesor i rektor Uniwersytetu Lwowskiego, uczestnik Wiosny Ludów, poseł na Sejm Krajowy Galicji i do austriackiej Rady Państwa.

## Życiorys
Ukończył niemiecką szkołę średnią w Samborze, a następnie ze stopniem doktora Wydział prawa na Uniwersytecie Lwowskim (1838), po czym rozpoczął na nim pracę jako adiunkt prowadzący wykłady z historii dawnego prawa polskiego. Po opuszczeniu uniwersytetu w 1841 prowadził własną kancelarię adwokacką we Lwowie. Zyskawszy duży autorytet jako prawnik, po zdobyciu znacznego majątku w 1860 nabył majątek ziemski Siemakowce.
Podczas Wiosny Ludów wszedł do lwowskiej Rady Narodowej, gdzie współpracował z Franciszkiem Smolką. Był organizatorem kampanii wyborczej tego ostatniego w trakcie wyborów do sejmu ustawodawczego w Kromieryżu. W 1855 powołano go do rządowej Komisji Egzaminacyjnej dla pracowników sądowych, został także syndykiem Lwowa i funkcję tę pełnił do 1868. Podczas pierwszych wyborów do Sejmu Krajowego przewodniczył komitetowi wyborczemu miasta Lwowa (1861). Członek i działacz Galicyjskiego Towarzystwa Gospodarskiego, członek jego Komitetu (30 stycznia 1866 – 16 lutego 1868). Od 1862 należał do grupy liberałów lwowskich skupionych wokół „Dziennika Polskiego”. Podczas powstania styczniowego wziął udział jako rzeczoznawca w sądzie obywatelskim sądzącym sprawę Zygmunta Kaczkowskiego oskarżonego o współpracę z policją austriacką. Po powstaniu bronił jako adwokat więźniów politycznych, m.in. Floriana Ziemiałkowskiego.
Był rzecznikiem polonizacji Uniwersytetu Lwowskiego. W dobie autonomicznej w 1867 powołany został we Lwowie na pierwszą polską katedrę postępowania cywilnego, 24 czerwca 1867 został profesorem nadzwyczajnym, od 11 czerwca 1870 był profesorem zwyczajnym. W latach 1874–1875 był rektorem Uniwersytetu Lwowskiego, a w latach 1875–1876 dziekan Wydziału Prawnego. W 1883 przeszedł na emeryturę. W latach 1887–1890 prezes Izby Adwokackiej we Lwowie. Od 1867 zasiadał w Radzie Nadzorczej Banku Hipotecznego.
Był posłem na Sejm Krajowy I kadencji (1865-1867), II kadencji (1867-1869) i III kadencji (1870-1876), w I kadencji wybierany z kurii I (wielkiej własności) z obwodu stanisławowskiego, po rezygnacji Eustachego Rylskiego, w II kadencji z kurii III (miejskiej) z okręgu nr 14 – Stryj, w III kadencji z kurii I z obwodu nr 4 złoczowskiego. W Sejmie będąc stronnikiem A. Goluchowskiego należał do tzw. mameluków, W sejmie kilkakrotnie m.in. w 1866 i 1868 stawiał wnioski o spolszczenie szkolnictwa średniego i wyższego, przeciwstawiając się zarazem ostro dopuszczeniu na uniwersytecie lwowskim jęz. ukraińskiego. W latach 1867–1870 zastępca członka Wydziału Krajowego.
Był także posłem do austriackiej Rady Państwa V kadencji (4 listopada 1873 – 22 maja 1879), wybranym w kurii I (wielkiej własności) z okręgu nr 16 (Stryj–Żydaczów–Dolina–Kałusz). Członek Koła Polskiego. W parlamencie austriackim zabiegał o dalszą rozbudowę i całkowitą polonizację Uniwersytetu Lwowskiego.

## Rodzina
Urodził się w rodzinie urzędniczej, pochodzącej z Warmii (ówcześnie w państwie pruskim), był synem starosty obwodowego Dominika (ur. 1780) i Heleny ze Strońskich. Ożenił się z Matyldą z domu Babel de Fronsberg (1823-1905), mieli syna Włodzimierza i córkę. Jego żona była córką Franciszka Babel de Fronsberg (1773-1841), profesora terapii Specjalnej i Kliniki Lekarskiej., a także w latach 1839–1840 rektora uniwersytetu we Lwowie.

## Prace
- Postępowanie sądowe w sprawach drobiazgowych, Lwów 1873, 2 wyd. 1879
- O procesie cywilnym, Lwów 1881,
- O prawie cywilnym, Kraków 1881;
- O dowodach w procesie cywilnym z uwzględnieniem nowych reform ustrojowych, Lwów 1882.
- O prawnym stosunku wierzycieli rozwiązanego Zakładu Kredytowego Ziemskiego, Lwów 1884,
- Ober die Todesstrafe, Lwów 1890

## Odznaczony
Odznaczony został Orderem Korony Żelaznej III klasy.